# Günther Onken
Günther Onken (* 8. Oktober 1901 in Oldenburg; † 21. Oktober 1970 in Delmenhorst) war ein deutscher Politiker.

## Leben
Onken wurde als Sohn eine Kaufmanns geboren und besuchte die Oberrealschule in Oldenburg. Er studierte Rechtswissenschaften und Politik in Göttingen und Leipzig. Während seines Studiums in Göttingen wurde er 1920 Mitglied der Burschenschaft Brunsviga. Am Oberlandesgericht Oldenburg legte er 1923 seine Referendarprüfung an und machte dort 1927 sein Assessorexamen. 1924 wurde er in Leipzig zum Dr. iur. promoviert.
Nach seinem Studium war er in Delmenhorst als Rechtsanwalt tätig. Er war Mitglied der Bremer Freimaurerloge Friedrich Wilhelm zur Eintracht, weshalb er in der Zeit des Nationalsozialismus Repressalien ausgesetzt war. So wurde er erst 1939 zum Notar ernannt. Im Kirchenkampf unterstützte er die Bekennende Kirche. Am Zweiten Weltkrieg nahm er von 1940 bis 1945 als Obergefreiter beim Flak-Regiment Bremen teil.
Nach dem Krieg wurde er als Unbelasteter Präsident des Verwaltungsbezirks Oldenburg. Im Oktober 1945 wurde er in Delmenhorst Ratsherr, im November zum stellvertretenden Ratsvorsitzenden gewählt. Als unabhängiger Abgeordneter gehörte er von der ersten Sitzung am 30. Januar 1946 bis zur letzten am 6. November 1946 dem Ernannten Landtag von Oldenburg an. Dort war er im Verwaltungs- und Geschäftsordnungsausschuss tätig.
1949 war er in Delmenhorst Gründungsmitglied der neu gegründeten Johannisloge Horst zur Beständigkeit. Er war viele Jahre in der Kirche engagiert.

## Veröffentlichungen
- Das oldenburgische Grunderbrecht. Dissertation Universität Leipzig 1924.